# Tiger (bedrijf)
Tiger is een bedrijf te Geldrop dat kunststof producten vervaardigt.

## Geschiedenis
Het bedrijf begon in 1950 en was gevestigd aan het Eindhovens Kanaal te Eindhoven. De oprichters waren Harrie van Kempen en Henri Nijhuis. De naam van het bedrijf was Tijger Plastics.
Oorspronkelijk vervaardigde men allerlei kunststof producten, waaronder eenvoudige voorwerpen als handvatten en zeepbakjes, een serie keukenbenodigdheden onder de naam La Belle Cuisine (kannetjes, bakjes, kopjes, sinaasappelpersen en dergelijke) en badkamerbenodigdheden (wasbakken, tandenborstelbekers, zeepbakjes, spiegellijsten en dergelijke) onder andere onder de naam Palma.
Door de groei van het bedrijf moest er in 1956 verhuisd worden naar het bedrijventerrein De Spaarpot in de wijk Braakhuizen-Noord te Geldrop. In hetzelfde jaar ging men zich op de internationale markt oriënteren en veranderde men de bedrijfsnaam in Tiger Plastics. Omstreeks 1990 werd de naam opnieuw veranderd, nu in Tiger, omdat men geleidelijk aan niet enkel kunststoffen, maar bijvoorbeeld ook metaal, in de producten verwerkte.
Ook omstreeks 1990 werd de productie van keukenbenodigdheden stopgezet en ging men zich concentreren op badkamerbenodigdheden. Nieuwe producten als douchecabines, kranen, wc-brillen, handgrepen en badkamermeubelen werden aan het assortiment toegevoegd.
In 2020 is Tiger verhuisd naar Zaltbommel en heden ten dage onder de naam Coram NV opereert.